# Giasone del Maino

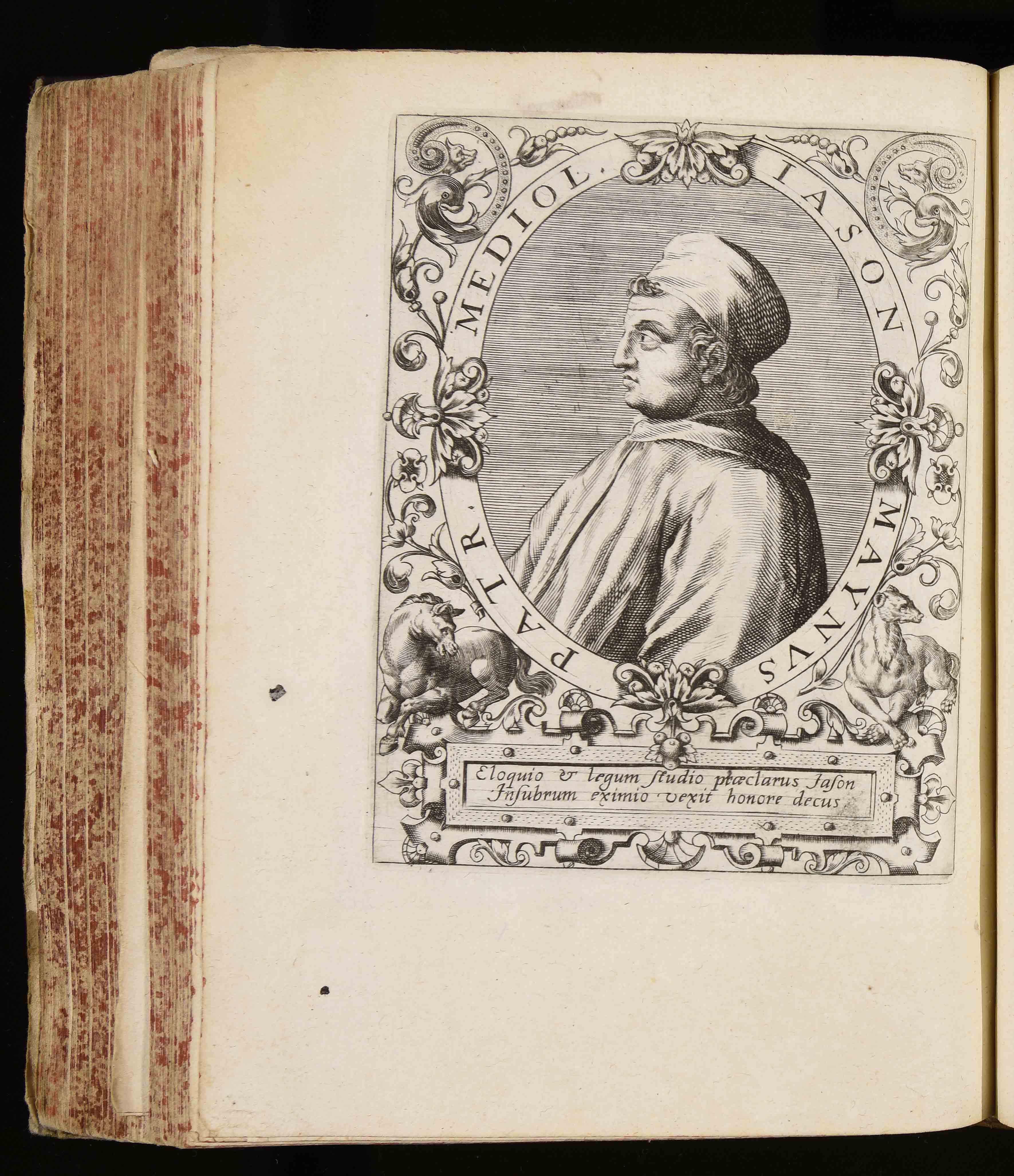
Giasone del Maino, zobrazený v Bibliotheca sive thesaurus virtutis, Městská knihovna v Trentu (Itálie)

Giasone del Maino (1435 – 1519) byl italský právní znalec. Se svým žákem Filippem Deciem byl jedním z posledních bartolistických komentátorů římského práva.
Byl považován za nemanželského syna patricije Andreotta del Maina. Výchovy se mu dostalo v Miláně a v letech 1471 až 1485 vyučoval na univerzitě v Pavii. Po několika letech v Padově se vrátil do Pavie, kde v roce 1507 pronesl uvítací projev pro Ludvíka XII. V tom samém roce přišel do Pavie Andrea Alciato, aby s ním studoval.[ujasnit]
Giasone del Maino zemřel roku 1519.